# Controversa Abraham-Minkowski
În electromagnetism controversa Abraham-Minkowski este o dispută referitoare la impulsul electromagnetic în medii dielectrice și relația cu indicele de  refracție. 
Ecuațiile propuse sunt:
- Minkowski:

{\displaystyle p={\frac {nh\nu }{c}}}
- Abraham:

{\displaystyle p={\frac {h\nu }{nc}}}
unde {\displaystyle h} este constanta Planck, {\displaystyle \nu } frecvența luminii  iar {\displaystyle c} viteza luminii in vid.
Formula lui Minkowski a fost sugerată în anul 1908, iar cea a lui Abraham în 1909.
Un studiu din 2010 sugerează faptul că ambele ecuații sunt corecte, versiunea lui Abraham fiind impulsul cinetic, iar versiunea lui Minkowski fiind impulsul canonic.